# Саутвест-Ранчес (Флорида)
Саутвест-Ранчес (англ. Southwest Ranches) — місто (англ. town) в США, в окрузі Бровард штату Флорида. Населення — 7607 осіб (2020).

## Географія
Саутвест-Ранчес розташований за координатами 26°3′0″ пн. ш. 80°22′26″ зх. д. / 26.05000° пн. ш. 80.37389° зх. д. (26.050138, -80.373843).  За даними Бюро перепису населення США в 2010 році місто мало площу 33,86 км², з яких 33,82 км² — суходіл та 0,04 км² — водойми.

## Демографія
Згідно з переписом 2010 року, у місті мешкало 7345 осіб у 2241 домогосподарстві у складі 1925 родин. Густота населення становила 217 осіб/км².  Було 2389 помешкань (71/км²).
Расовий склад населення:
| - 85,9 % — білих - 5,4 % — чорних або афроамериканців - 2,8 % — азіатів - 0,6 % — корінних американців - 2,3 % — осіб інших рас |

До двох чи більше рас належало 2,9 %. Частка іспаномовних становила 33,3 % від усіх жителів.
За віковим діапазоном населення розподілялося таким чином: 23,8 % — особи молодші 18 років, 64,6 % — особи у віці 18—64 років, 11,6 % — особи у віці 65 років та старші. Медіана віку мешканця становила 43,7 року. На 100 осіб жіночої статі у місті припадало 102,6 чоловіків;  на 100 жінок у віці від 18 років та старших — 101,9 чоловіків також старших 18 років.
Середній дохід на одне домашнє господарство  становив 146 587 доларів США (медіана — 97 014), а середній дохід на одну сім'ю — 158 909 доларів (медіана — 104 417). Медіана доходів становила 55 278 доларів для чоловіків та 53 220 доларів для жінок. За межею бідності перебувало 7,2 % осіб, у тому числі 8,8 % дітей у віці до 18 років та 9,3 % осіб у віці 65 років та старших.
Цивільне працевлаштоване населення становило 3972 особи. Основні галузі зайнятості: освіта, охорона здоров'я та соціальна допомога — 21,0 %, науковці, спеціалісти, менеджери — 11,0 %, фінанси, страхування та нерухомість — 10,2 %.